# پرتره خانواده (وویجر)
پرتره خانواده (به انگلیسی: Family portrait) یا پرتره سیاره‌ها نام تصویری از منظومه شمسی است که در تاریخ ۱۴ فوریه ۱۹۹۰ توسط وویجر ۱ و از فاصلهٔ ۶ میلیارد کیلومتری از زمین گرفته شد. این تصویر موزائیکی از ۶۰ فریم جدا است.